# リンコウン・カッシオ・ジ・ソウザ・ソアレス
リンコウン（Lincoln）ことリンコウン・カッシオ・ジ・ソウザ・ソアレス（ポルトガル語: Lincoln Cássio de Souza Soares、1979年1月22日 - ）は、ブラジルの元サッカー選手。ポジションはMF。

## クラブ歴
アトレチコ・ミネイロの下部組織出身で1997年にトップチームに昇格。1999年にはカンピオナート・ブラジレイロ・セリエAで準優勝を記録した。
2001年にブンデスリーガの1.FCカイザースラウテルンにチリアコ・スフォルツァの後継として加入。初年度から持ち前の能力を発揮し活躍を見せた。しかしクラブ内部での対立があり、2004年春に怪我の治療のためにブラジルに勝手に帰国、これに対してクラブはシーズン末までの出場停止処分を下した。残留争いに必死な中のこの行動はフロントのみならずサポーターからも大変不興を買った。
2004年夏にシャルケ04に移籍。悪評で有名になっている最中で国内移籍した事には驚きも見られたが、ブンデスリーガで2位、ベストイレブンに選出される活躍を見せた。
2007年6月に4年契約でガラタサライSKに完全移籍。移籍金は推定500万ユーロ。アタテュルク国際空港では5000人のサポーターに歓迎された。移籍後初シーズンから活躍を見せ、サポーターからの評価も高かったが、キャンプに家族、友人を連れてくるという規律違反を犯した事からカール＝ハインツ・フェルドカンプ監督がベシクタシュJKとのライバルマッチでの出場停止処分を課した。試合自体はハカン・バルタとシャバニ・ノンダのPKとを併せて2-1で勝利したため、監督の判断を英断と褒める者もいたが、大一番に彼を起用しなかった事に対する批判も多く見られた。2008年11月9日のフェネルバフチェSK戦では開始1分半でライバルから得点をあげる最速記録を打ち立てたが、その後4失点を浴びて4-1で敗北した。同年12月3日のUEFAカップ 2008-09・ヘルタ・ベルリン戦では主将を任された。しかし翌2009年7月、プレシーズンの練習を欠席したために出場停止、そのまま背番号10もアルダ・トゥランに渡す形で退団した。
2010年2月4日、2年契約でSEパルメイラスに加入。しかし翌年ルイス・フェリペ・スコラーリが監督に就任すると構想外となった。
2011年8月10日にアヴァイFCへの期限付き移籍が発表された。
2012年に2年契約でコリチーバFCに完全移籍。カンピオナート・パラナエンセを2連覇した。
2014年にECバイーアに期限付き移籍。同年末に期限付き移籍先であるバイーアで選手を引退した。

## 代表歴
1999年に1999 南米ユース選手権のメンバーとしてブラジルU-20代表に選出された。